# Aumont (Fribourg)
Pour les articles homonymes, voir Aumont.
Aumont (Ômon en patois fribourgeois) est une localité et une ancienne commune suisse du canton de Fribourg, située dans le district de la Broye.
Il fait partie de la commune des Montets depuis janvier 2004. Il est attenant aux villages de Franex et Vesin ainsi qu'aux communes de Nuvilly, Ménières et Sassel (VD).
La plus ancienne famille d'Aumont est la famille "Volery" qui est encore aujourd'hui la plus répandue dans le village.

## Situation
L'altitude moyenne du village est de 602 mètres ; mais ce chiffre n'est que très peu représentatif, car le point le plus haut qui est « Le Signal » dans la colline des Verdières est à 727 m. et le point le plus bas qui se situe à la limite avec le village de Montet est à 496 m.
La commune est située sur l'axe routier Payerne - Combremont-le-Grand. Les villes de Payerne et d'Estavayer-le-Lac en constituent les principaux pôles d'attraction.

## Historique
Du XIVe au XIXe siècle, Aumont fait partie de la Communauté d'Estavayer. Entre les années 1557 et 1588, la bourgeoisie d'Estavayer entre en possession des biens du domaine des Verdières, alors propriété de la commune d'Aumont. Cette dépendance vis-à-vis de la Ville d'Estavayer s'estompa au cours du XIXe siècle. À une certaine époque, le village a également formé une seigneurie avec Montet sous la dénomination de Majorie.
En 1806, le village a été occupé par les militaires à la suite de son refus de s'acquitter d'une redevance féodale.
En 1998, la population d'Aumont atteint les 411 habitants.

## Les secteurs d'activité

### Le secteur primaire
Le village compte 12 exploitations agricoles. La surface agricole utile est de 295,5 hectares ce qui représente le 55,8 % de la superficie totale de la commune. La culture des céréales est très importante suivie par celle du tabac, des pommes de terre et de la betterave sucrière.

### Le secteur secondaire
Le village possède quelques entreprises, parmi lesquelles une entreprise de charpente, une scierie, une entreprise forestière, un abattoir(plus en service) qui officie également comme boucherie de campagne.

### Le secteur tertiaire
Actuellement, plus du tiers de la population active travaille dans le tertiaire.

## Les transports
Les TPF (transports publics fribourgeois) assurent les liaisons avec les gares de Cugy et d'Estavayer-le-Lac ainsi qu'avec les autres villages de la région.

## Devise
La devise du village est : "Tous ceux qui ne sont pas d'Aumont, en bas le pont". Faisant allusion au pont de danse construit chaque automne à l'occasion de la bénichon.

## Habitants
Les 400 habitants sont regroupés dans 3 régions : le centre, la zone de villas et le nord.

## Gentilé
Aumontois, Aumontoise ou Guelenais, Guelenaise en dialecte.

## Commerce
Une potière donne des cours et expose ses poteries à Aumont.
Une auberge propose des mets d’antan et de la région et des chambres à louer

## Activité sportive
Le Club de tennis d'Aumont regroupe 178 adultes et 52 juniors.

## Activité touristique
"Ane et Randonnée" à la ferme du Pré Rabouilly, propose différentes activités de randonnées, qui peuvent s'accompagner d'un guide et durer plusieurs jours.

## Église
L'église Saint Théodule a été construite en 1820.

## Personnalité originaire d'Aumont
Mgr Rémy Berchier, vicaire épiscopal de la partie francophone du canton de Fribourg.